# Ахиллион
Ахиллион (греч. Αχίλλειο или Αχίλλειον) — дворец на острове Керкира, Греция, построенный императрицей Австрии Елизаветой по предложению австрийского консула Александра Ватцберга. Дворец возведён в 1890 году, через год после гибели сына Елизаветы и наследника австрийского престола Рудольфа. Темой оформления здания стал Ахилл, герой «Илиады». Керкира была любимым местом отдыха Елизаветы, а декорации дворца выбраны из любви к греческим языку и культуре. В настоящее время Ахиллион располагается в муниципалитете Керкира, из дворца открывается вид на город, расположенный к северу, и всю южную часть острова.

## История

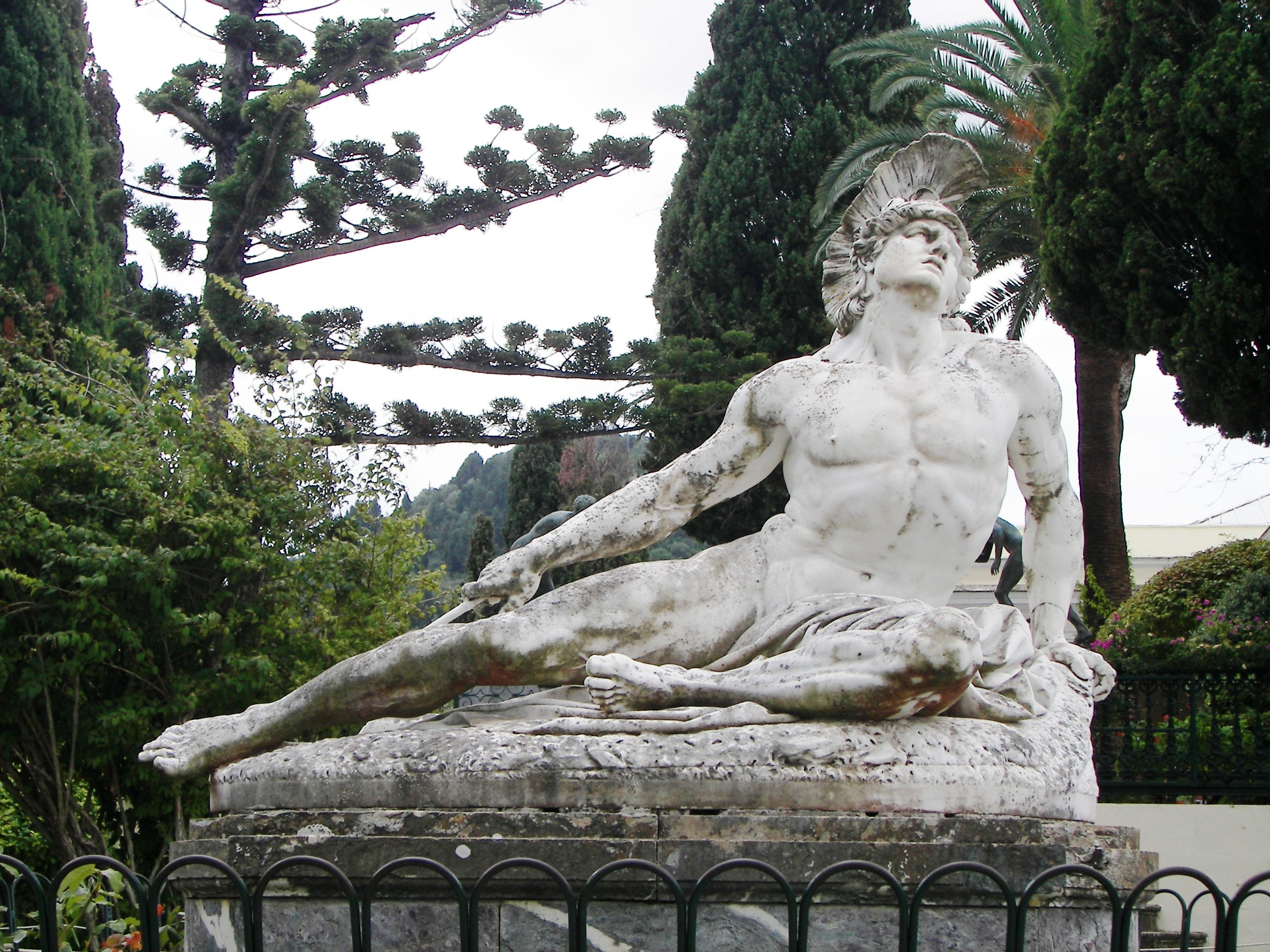
Статуя «Умирающий Ахилл» в садах Ахиллиона

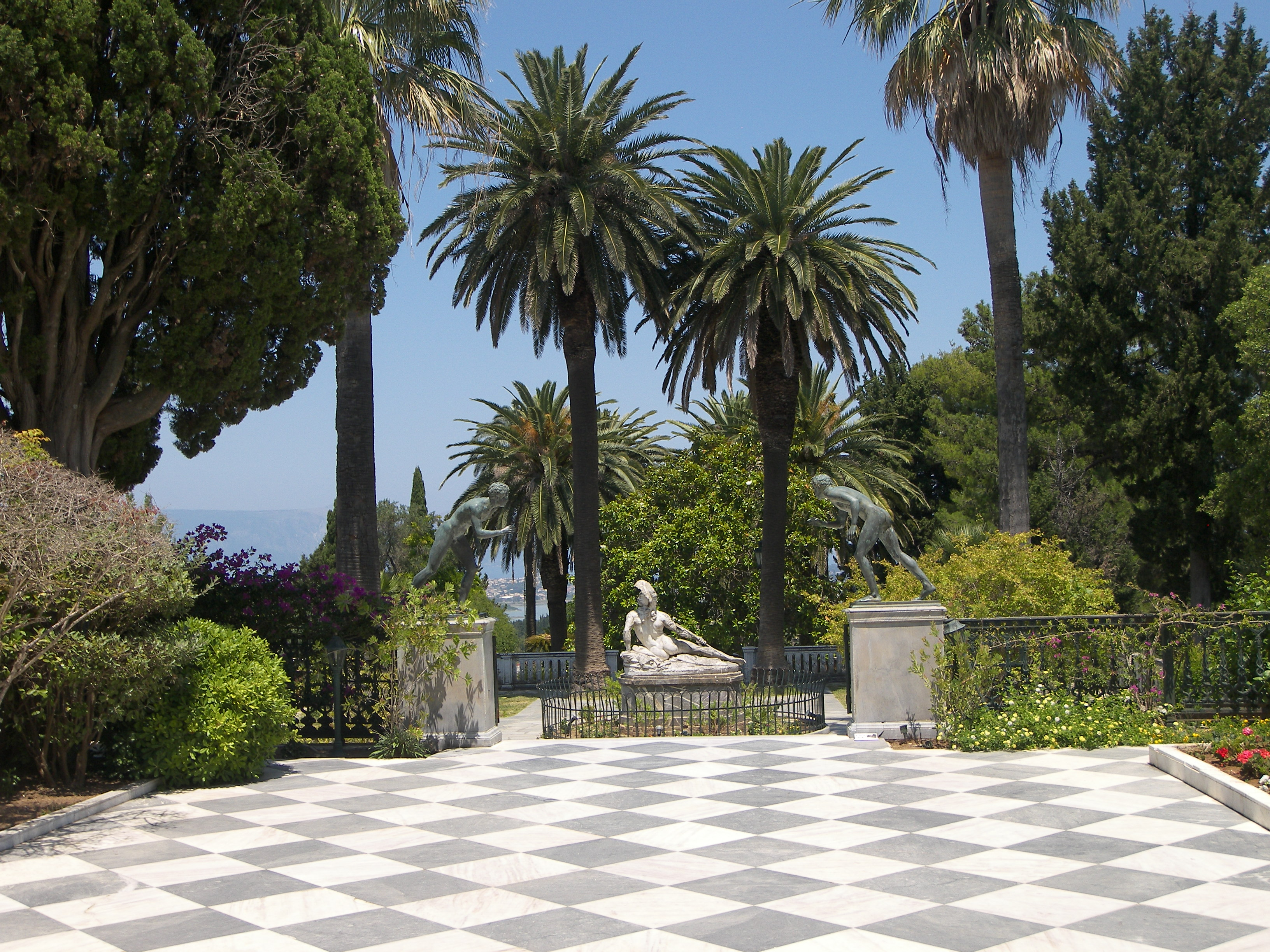
Статуи на террасе Ахиллиона

Изначально участок земли, где построен Ахиллион, принадлежал местному философу и дипломату Петросу Врайласу Арменису и назывался «Вилла Врайла». В 1888 году здесь побывала австрийская императрица, посчитавшая это место подходящим для строительства дворца. Дворец спроектировал итальянский архитектор Рафаэль Каритто. Под дворец потребовалась площадь в 200 000 м², и император Франц Иосиф I приобрёл под строительство смежные участки. Выполнить скульптуры на тему греческой мифологии был приглашён знаменитый немецкий скульптор Эрнст Гертер. Его «Умирающий Ахилл», созданный в Берлине в 1884 году, стал центральной композицией сада Ахиллиона. Наряду с садом, сценами из жизни Ахилла украшены стены главного зала дворца. Картины рассказывают героическую и трагическую историю Троянской войны. Общий архитектурный стиль выдержан в «помпейском» стиле и имеет многочисленные параллели со стилем Ливадийского дворца в Крыму.
Из имперского сада на вершине холма открывается вид на близлежащие зелёные вершины и долины, за которыми блестит Ионическое море. Императрица Елизавета часто посещала дворец после его постройки, пока не была убита в 1898 году.

### Резиденция кайзера

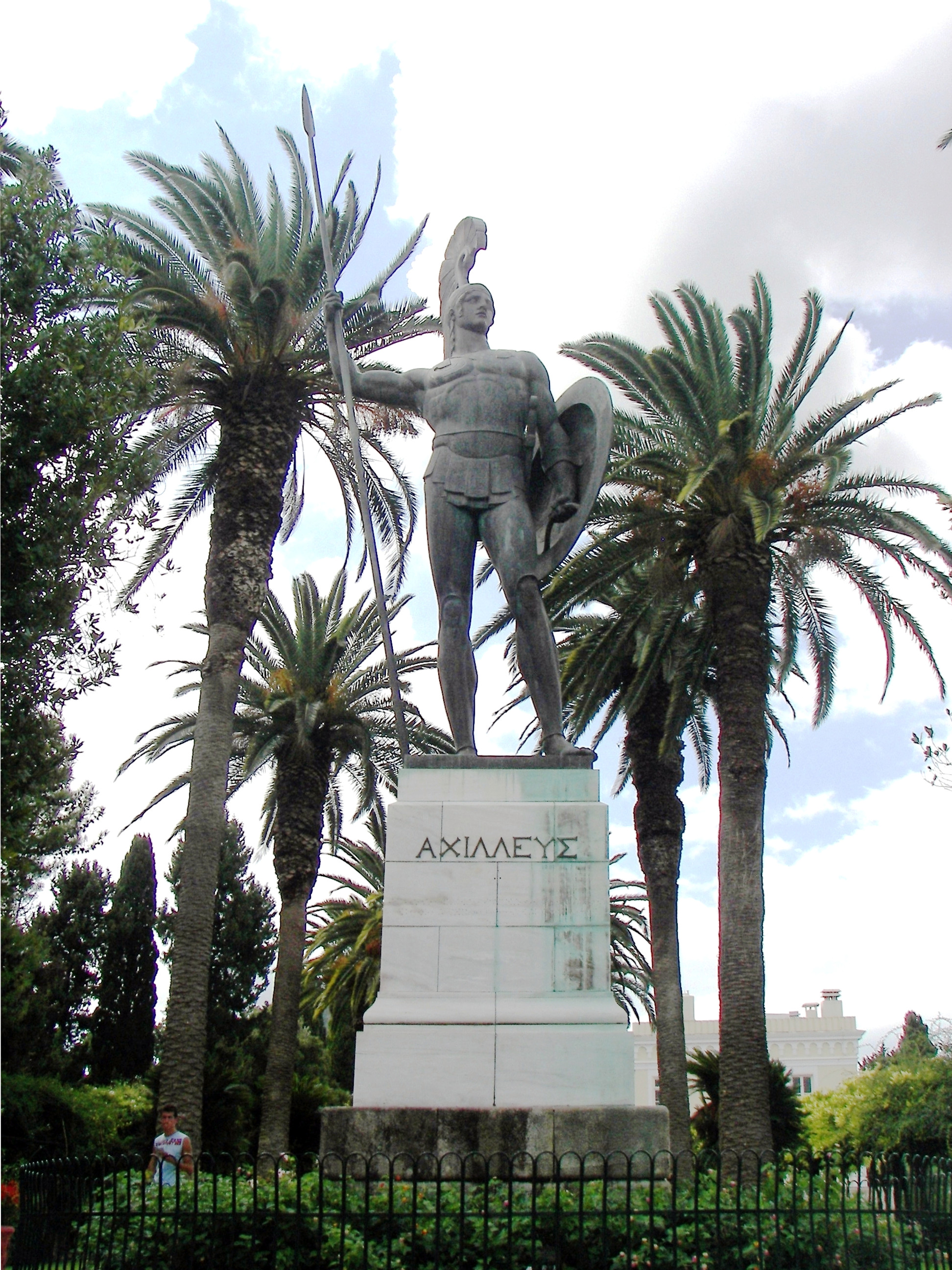
Бронзовая статуя Ахилла в саду Ахиллиона

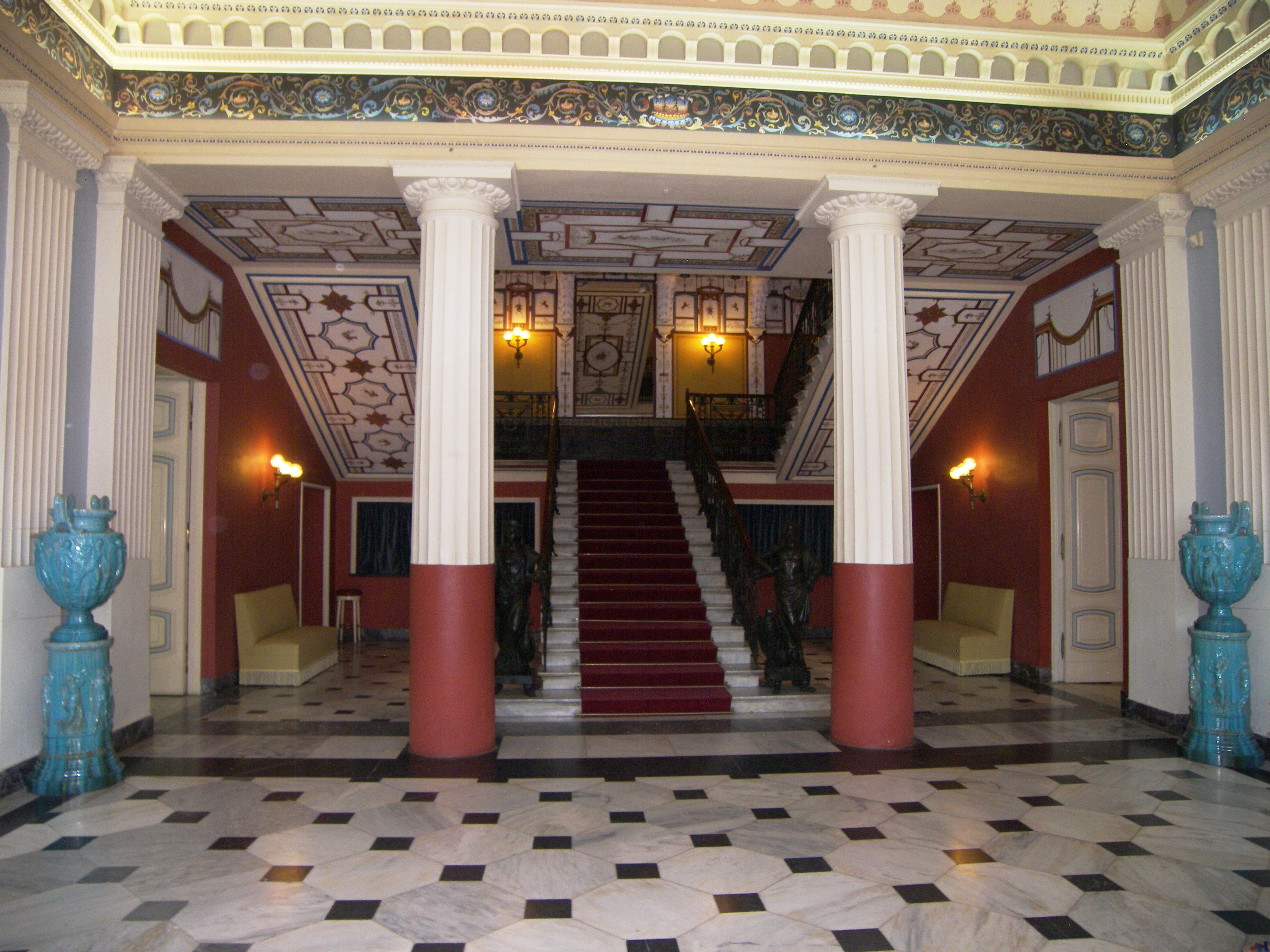
Главная лестница Ахиллиона

После смерти Елизаветы Баварской кайзер Вильгельм II в 1907 году выкупил Ахиллион у наследников императрицы и превратил в свою летнюю резиденцию. Во время пребывания здесь кайзера, Ахиллион превращался в центр европейской дипломатии. Вильгельм продолжил развивать тему Ахилла в оформлении дворца, пригласив для работы скульптора Иоганнеса Гётца. Гётц создал бронзовую фигуру стоящего Ахилла, обращённого в сторону города. Расположить статую таким образом кайзеру посоветовал археолог Рейнгард Кекуле. Он же стал автором приветствия, начертанного на постаменте: «Великому греку от великого немца».
По другим данным, надпись на древнегреческом означала: «Эта статуя Ахилла, сына Пелея, воздвигнута Вильгельмом, великим немцем, на память тем, кто придёт после». После Второй мировой войны надпись удалили, на постаменте осталось только имя: «ΑΧΙΛΛΕΥΣ». Статуя, заказанная кайзером, представляет собой Ахилла, одетого в полные гоплитские доспехи. На его щите изображена голова Медузы Горгоны, обращающей в камень своим взглядом, а колени защищают львиные головы. Статую окружают пальмы, подчёркивающие её изящные очертания.
Вильгельм бывал в Ахиллионе до 1914 года, когда началась Первая мировая война. До войны кайзер также интересовался раскопками на месте древнего храма Артемиды. Также он приказал убрать из Ахиллиона статую Генриха Гейне, установленную Елизаветой Баварской, из-за еврейского происхождения поэта. Действия кайзера стали объектом фильма-поэмы The Gaze of the Gorgon, написанной британским поэтом Тони Харрисоном.

### Мировые войны

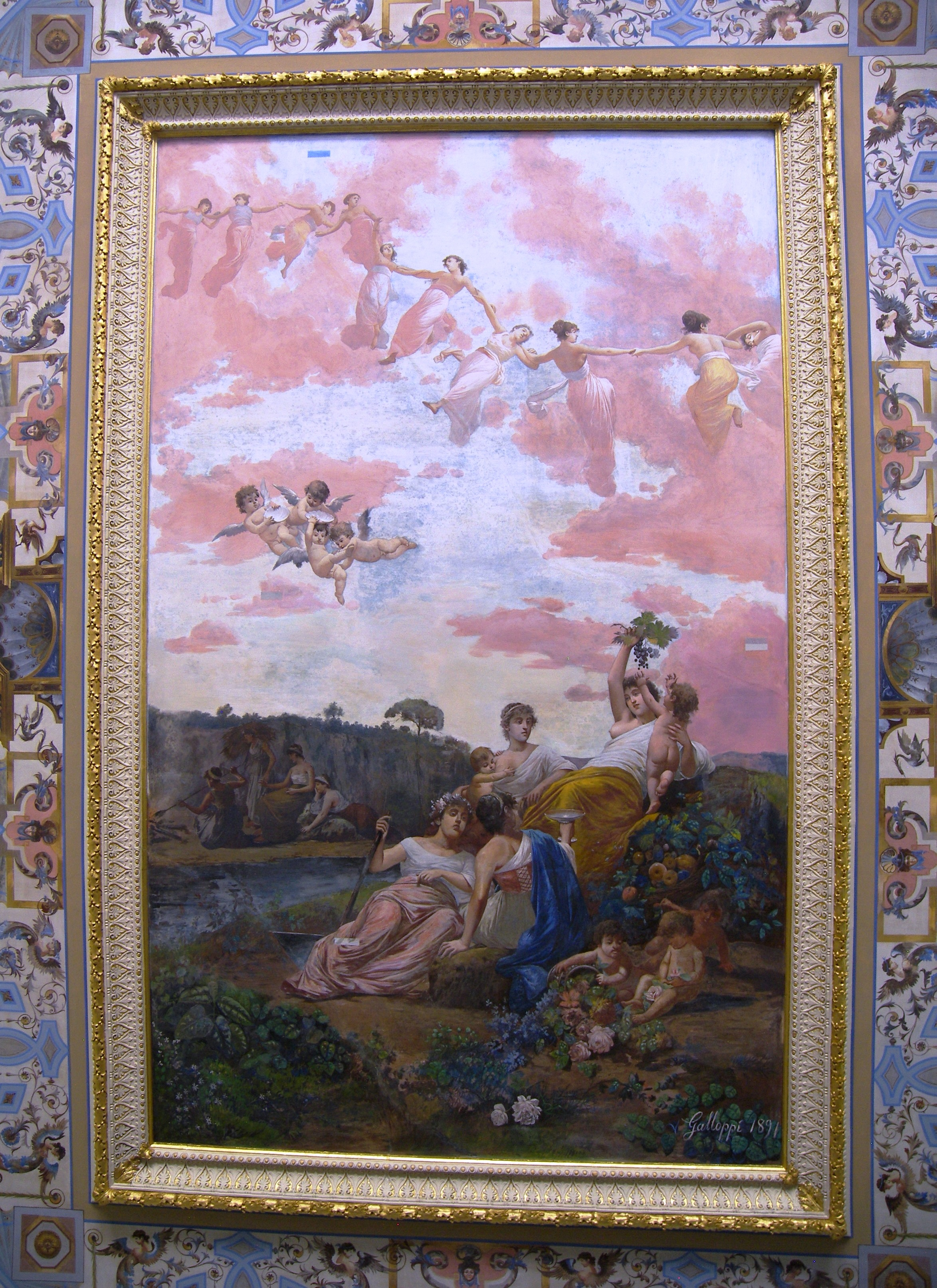
Роспись потолка главного входа, выполненная итальянским художником Винченцо Галлоппи

Во время Первой мировой войны Ахиллион использовался как военный госпиталь французскими и сербскими войсками. После войны дворец перешёл в собственность Греции в соответствии с Версальским договором в качестве репараций.
С 1921 по 1924 годы в Ахиллионе размещался сиротский приют под руководством братьев Гарабеда и Маргоса Кешишянов. Сюда переехали более 1000 детей, включая армян из Константинополя, когда Ататюрк захватил Смирну. В последующие годы Ахиллион использовался греческим государством по различным правительственным надобностям. Одновременно велась аукционная распродажа некоторых ценностей дворца.

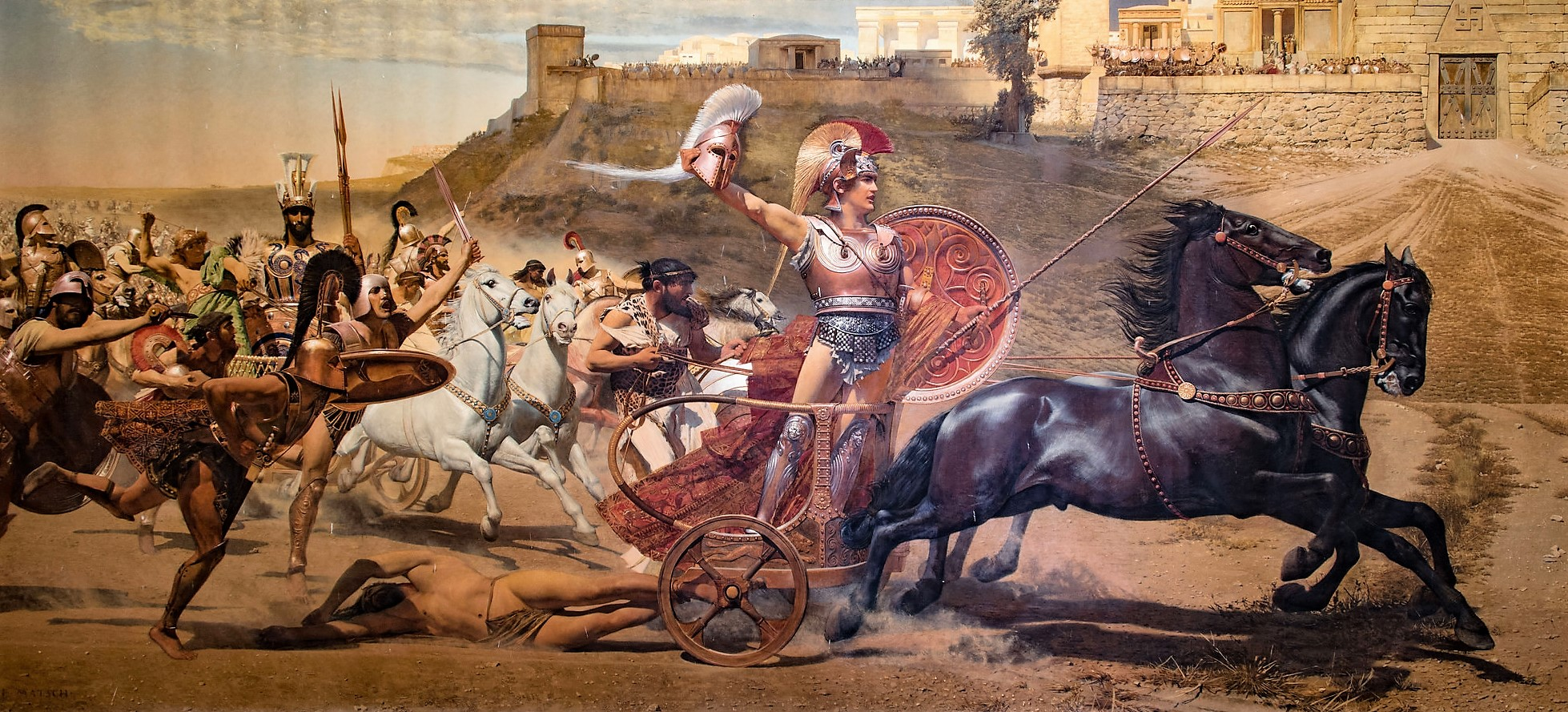
«Триумф Ахилла» – фреска Франца фон Мача

Во время Второй мировой войны страны «оси» и их союзники расположили в Ахиллионе один из своих штабов. После войны дворец перешёл под покровительство Греческой национальной туристической организации (ГНТО).
В 1962 году Ахиллион передан в управление частной компании, которая превратила верхний этаж здания в казино, а в нижнем расположила музей. Действие соглашения прекратилось в 1983 году, и дворец снова перешёл в ведение ГНТО.

## Современное использование
В недавнем прошлом Ахиллион дважды становился центром дипломатии, как в былые годы: в 1994 году здесь прошёл саммит Европейского совета, в 2003 году — встреча европейских министров сельского хозяйства. Сейчас дворец выполняет функцию музея, а ранее действовавшее казино переведено в местный отель сети «Хилтон».

## В культуре
Дворец Ахиллион использован в качестве декорации для 12 фильма о Джеймсе Бонде «Только для твоих глаз».